# 大槺榔西堡
大槺榔西堡，是台灣中南部自清治時期至日治初期的一個行政區劃，其範圍包括今嘉義縣的六腳鄉全部、太保市西北部及朴子市東北部。
大槺榔西堡西北邊為蔦松堡，北邊為大槺榔東頂堡、打貓西堡，東北邊為牛稠溪堡，東邊為嘉義西堡、柴頭港堡，東南邊為大槺榔東下堡，西南邊為大坵田西堡。

## 管轄街庄
大槺榔西堡共轄27個庄：
- 今六腳鄉境內：更藔庄、林內庄、潭仔墘庄、竹仔腳庄、後崩山庄、六腳佃庄、下雙溪庄、灣內庄、蒜頭庄、大塗師庄、三姓藔庄、港尾藔庄、雙涵庄、溪墘厝庄、六斗尾庄、蘇厝藔庄、崙仔庄
- 今太保市境內：太保庄、東勢藔庄、新埤庄、田尾庄、溪南庄
- 今朴子市境內：樸仔腳街、下竹圍庄、大槺榔庄、雙溪口庄、小槺榔庄